# Синявка (приток Ужа)
Синявка — правый приток реки Уж, протекающий по Коростенскому району (Житомирская область).

## География
Длина — 12 или 20 км. Площадь бассейна — 99,8 км². Является магистральным каналом осушительной системы, созданной в верховье реки. Служит водоприёмником системы каналов, примыкающей в верховье реки (вокруг села Хотиновка), и каналов. Русло в верхнем течении выпрямлено в канал (канализировано) шириной 7 м и глубиной 2 м. На реке в среднем и нижнем течении созданы пруды. Плотина на реке перед селом Немировка — земляная, шириной 164 м и шириной 6. Плотина пруда при впадении Гнидовки (возле села Новаки) — земляная, шириной 130 м и шириной 3.  
Берёт начало от каналов южнее села Растяжин. Река течёт в верхнем течении на восток, затем — северо-запад. Впадает в реку Уж (на 162-м км от её устья) в селе Немировка. 
Пойма очагами занята лесами, болотами и лугами. 
Притоки:
1. Гнидовка правый

Населённые пункты на реке (от истока к устью):
Коростенский район — Коростенская городская община
1. Хотиновка
2. Грозино
3. Сингаи
4. Немировка